# (131696) 2001 XT254
(131696) 2001 XT254 est un objet transneptunien de la ceinture de Kuiper en résonance 3:7 avec Neptune. Avec un albédo supposé de 0,09, il aurait un diamètre de 130 km.

## Résonance
Des simulations faites par Emel’yanenko et Kiseleva en 2007 ont montré que (131696) 2001 XT254 est en résonance 3:7 avec Neptune,, cette position pourrait être stable de 100 millions à plusieurs milliards d'années.

Ce référentiel en rotation montre la libration en trilobe de 2001 XT_{254}. Jupiter en rouge, Saturne en jaune, Uranus en bleu et Neptune est le point blanc positionné à 315°.

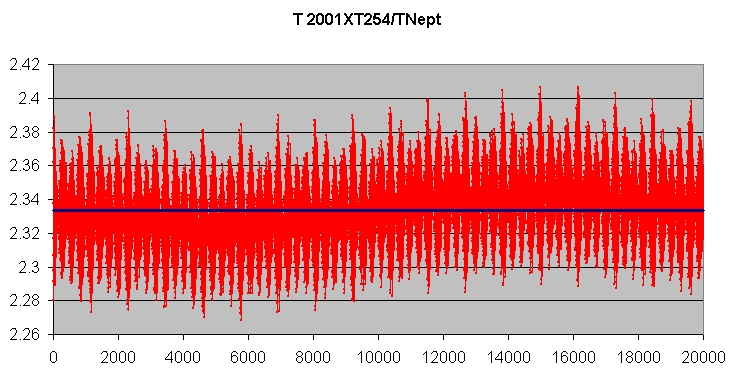
La période orbitale de 2001 XT_{254} autour de la résonance 3:7 (2.333..) avec Neptune.

(95625) 2002 GX32 aurait un résonance similaire.